# とろけるリズム
「とろけるリズム」は、日本の女性歌手、広瀬香美の26枚目のシングル。

## 解説
- 2009年12月16日に、ビクターエンタテインメントからリリースされた。
- 「とろけるリズム」は、アルバム『Making My Life Better』収録曲「冬のモチベーション」に続いてのアルペンCMソング。広瀬のアルペンCMソングがシングルリリースされるのは、2002年1月リリースの「月の下で逢いましょう」以来約8年ぶり。
- 稲垣潤一とのデュエット作品である「クリスマスキャロルの頃には」から1か月後にリリースされた。広瀬のソロ・シングルとしては2008年7月リリースの配信限定シングル「愛があれば大丈夫 - 08' Remastering」以来1年5か月ぶり、CDシングルに限定すると2006年2月リリースの「GIFT/愛は特効薬」以来3年10か月ぶりの新作シングルとなる。
- 本作発売の同日には、ベスト・アルバム『タイアップコレクション〜広瀬香美のテレビで聴いたあの曲達〜』の発売と、配信限定アルバム『ビバ☆ベスト』の配信が開始される。

## 収録曲
作詞・作曲：広瀬香美
1. とろけるリズム (4:36)
  - 編曲：川嶋可能
  - アルペン「SPORTS DEPO」CMソング。
2. ビバ☆クリスマス〜君への贈り物 (6:01)
  - 編曲：広瀬香美

## 収録アルバム
- タイアップコレクション〜広瀬香美のテレビで聴いたあの曲達〜 (#1）
- SINGLE COLLECTION (#1)
- Winter High!! 〜Best Of Kohmi's Party〜 (#1)
- THE BEST "1992-2018" + "雪"Setlist Non-Stop Mix (#1)